# Carretera de Nebraska 12
La Carretera de Nebraska 12 (en inglés: Nebraska Highway 12) y abreviada NE 12, con una longitud de 231,26 millas (372,2 km), es una carretera estatal de sentido oeste-este ubicada en el estado estadounidense de Nebraska. La Carretera de Nebraska 12 se inicia en su extremo occidental en la U.S. Route 83 de Valentine y en el este se inicia en la U.S. Route 20 cerca de Jackson. La carretera se encuentra en gran parte dentro de los 16 kilómetros de la frontera Dakota del Sur  en toda su longitud. La carretera ha sido designada como el desvío de Trail Scenic Byway.

## Cruces
Los principales cruces de la Carretera de Nebraska 12 son las siguientes:
| Condado   | Ubicación                              | Millas | Cruces                                     | Notas                   |
| --------- | -------------------------------------- | ------ | ------------------------------------------ | ----------------------- |
| Cherry    | Valentine                              | 0.00   | US 83 (Oeste 4th Street/Norte Main Street) | Terminal oeste          |
| Cherry    | Fort Niobrara National Wildlife Refuge | 4.13   | S 16A Este                                 |                         |
| Keya Paha | Springview                             | 48.31  | US 183 Sur                                 | Extremo oeste de US 183 |
| Keya Paha |                                        | 53.31  | US 183 Norte                               | Extremo este de US 183  |
| Keya Paha |                                        | 75.41  | NE 137 Sur                                 | Extremo oeste de NE 137 |
| Keya Paha |                                        | 79.90  | NE 137 Norte                               | Extremo este de NE 137  |
| Boyd      | Naper                                  | 89.47  | S 8A Norte (Condado de Road V)             |                         |
| Boyd      | Butte                                  | 102.55 | NE 11 Sur                                  | Extremo oeste de NE 11  |
| Boyd      | Butte                                  | 103.55 | NE 11 Norte                                | Extremo este de NE 11   |
| Boyd      | Spencer                                | 112.62 | US 281 Norte                               | Extremo oeste de US 281 |
| Boyd      |                                        | 116.21 | US 281 south                               | Extremo este de US 281  |
| Knox      | Niobrara                               | 150.28 | NE 14 Sur (Cedar Street)                   | Extremo oeste de NE 14  |
| Knox      | Niobrara                               | 153.14 | NE 14 Norte                                | Extremo este de NE 14   |
| Knox      | Santee                                 | 156.17 | S 54D Norte                                |                         |
| Knox      | Crofton                                | 178.45 | NE 121 Norte (Oeste 8th Street)            |                         |
| Cedar     |                                        | 183.43 | US 81                                      |                         |
| Cedar     | Fordyce                                | 185.47 | S 14A Sur (558th Avenue)                   |                         |
| Cedar     |                                        | 190.47 | NE 57 Sur                                  |                         |
| Cedar     | St. Helena                             | 191.47 | S 14H Norte (564 Avenue)                   |                         |
| Cedar     | Wynot                                  | 195.69 | S 14B Norte                                |                         |
| Cedar     |                                        | 200.15 | NE 15 Sur (572 Avenue)                     | Extremo oeste de NE 15  |
| Dixon     |                                        | 207.86 | NE 15 Norte (579 Avenue)                   | Extremo este de NE 15   |
| Dixon     | Ponca                                  | 223.50 | S 26E Norte (Nebraska Street)              |                         |
| Dixon     | Ponca                                  | 224.48 | NE 9 Sur                                   |                         |
| Dakota    |                                        | 231.26 | US 20                                      | Terminal este           |